# فاشع (المهرة)

تعديل مصدري - تعديل

فاشع هي إحدى قرى عزلة قشن بمديرية قشن التابعة لمحافظة المهرة، بلغ تعداد سكانها 173 نسمة حسب تعداد اليمن لعام 2004.